# Гуревич, Раиса Самуиловна
Раиса Самуиловна Гуревич, после 1945 года Раиса Кальца (итал. Raissa Calza, также итал. Raissa Calza de Chirico; 1894 или 1897 — 1979) — итальянская танцовщица, артистка балета и классический археолог. Послужила моделью для ряда портретов и иных картин своего мужа Джорджо де Кирико.

## Биография
Родилась 15 декабря 1894 года или в 1897 году в Одессе в семье лесопромышленника, мецената, купца первой гильдии Самуила Лазаревича (Шмуля Лейзеровича) Гуревича (1863 — 2 января 1939, Варшава) и Берты Осиповны Герценштейн (1867—1919). Была младшей из пятерых детей. Отец, выпускник Житомирской мужской гимназии, с братом Львом управлял образцовым опытным хозяйством в имении Корени в 20 км от Брест-Литовска (1900—1913), после продажи которого в 1913 году они перевели свой торговый дом в Санкт-Петербург и поселились на улице Галерной, № 14 и позже на Ординарной, № 3б. Здесь он в 1914 году основал макаронную фабрику и в том же году приобрёл имение (майорат) в Тервусе на северном берегу Ладожского озера, где Раиса провела несколько лет, пока отец не был вынужден продать его в 1919 году. Имение посещали Николай Рерих, Леонид Андреев и другие деятели русской культуры, которым С. Л. Гуревич оказывал финансовую поддержку.
Раиса росла в Брест-Литовске, училась в Санкт-Петербурге. По желанию отца стала танцовщицей и актрисой. На театральной сцене в Москве познакомилась со своим первым мужем — режиссёром Георгием Кролем. В 1919 году снялась в его фильме «Под игом большевизма» под псевдонимом Раиса Лорк. Это был первый кинофильм в истории независимой Финляндии.
После Октябрьской революции, которая застала их в семейном имении в Тервусе, Раиса и Георгий уехали из Финляндии и 30 апреля 1920 года через Англию и Францию переехали в Турин к одному из компаньонов отца, Риккардо Гуалино. После непродолжительного пребывания в Риме (с 9 по 20 июля 1920 года) они прибыли в Берлин, где провели последующие два года и лишь в ноябре 1922 года вернулись в Италию. В официальных документах этого времени они значились как Raissa Kroll-Lork и George Kroll. Последующие полтора года они много путешествовали по Италии, Северной Африке и Франции, а в январе 1925 года вернулись в Рим. 
В 1923 году Раиса танцевала главную партию у Германа Шерхена в римской постановке «Истории солдата» (театр дельи Ундичи или театр Пиранделло). Во время этой работы Раиса познакомилась со знаменитым итальянским художником Джорджо де Кирико, который делал декорации и костюмы для постановки. В результате бурного романа Раиса рассталась с Георгием Кролем, который в конце 1925 года вернулся в Россию, и в декабре 1925 года вышла замуж за Джорджо де Кирико. В 1926 году Джорджо де Кирико написал картину «Супруги», где изобразил себя и Раису. В Париже Раиса увлеклась археологией и обучалась в Школе Лувра у Шарля Пикара. В 1930 году де Кирико переехал к своей новой пассии (и будущей жене) Изабелле Пакшвер (1909—1990), еврейке из Варшавы. После развода в 1931 году Раиса уехала в Рим.
В фашистской Италии из-за отсутствия формального образования и еврейского происхождения Раиса не смогла найти работу по специальности археолога. С 1937 года работала фотографом и помощником директора раскопок в Остии-Антике. Возглавлял эти раскопки крупный итальянский историк и археолог Гвидо Кальца. Раиса вышла за него замуж в 1945 году, за год до его смерти. Овдовев, Раиса проработала на археологических раскопках в Остии-Антике до 1968 года.
Раиса Кальца знала несколько европейских языков, публиковалась на археологические темы, сделала много научных фотографий. В знак признания её вклада в итальянскую археологию 2 июня 1967 года была награждена золотой медалью «За вклад в развитие культуры и искусства».
Умерла 24 января 1979 года в Риме в доме престарелых. Была похоронена на кладбище Сант-Эрколано недалеко от Остии-Антики, где также похоронены Гвидо Кальцо и Джованни Бекатти. Её архив поступил в Гуманитарную библиотеку Сиены.

## Родственные связи
- Её сестра Анна Самойловна Тумаркин была замужем за промышленником Александром Моисеевичем Тумаркиным (1885—1941) — директором основанного его тестем Самуилом Гуревичем акционерного общества и племянником философа Анны Тумаркин[6]; он вместе с другим зятем С. Л. Гуревича возглавлял издательство «Пантеон» в 1908—1910 годах пока З. И. Гржебин был лишён права на издательскую деятельность. Их внучка — американский историк-славист Нина Тумаркин (род. 1945), профессор и декан исторического отделения колледжа Уэлсли Гарвардского университета, автор многочисленных трудов по современной истории России и Советского Союза, в том числе монографий «Lenin Lives! The Lenin Cult in Soviet Russia» (Ленин жив! Культ Ленина в Советской России, 1983 и 1997) и «The Living and the Dead: The Rise and Fall of the Cult of World War II in Russia» (Живые и мёртвые: Взлёт и крушение культа Второй мировой войны в России, 1994), жена теолога Харви Кокса. Другая внучка — Елена Френкли, директор заповедника библейского ландшафта «Неот кедумим[англ.]» в Израиле.
- Другая сестра София Самойловна Ройхель (17 апреля 1889, Одесса — ?)[24] была замужем за выпускником Юрьевского университета, присяжным поверенным Александром Ансельмовичем (Исааком Анчеловичем) Ройхелем (1885—1933)[25], сыном кременецкого казённого раввина, позже заведующего одесским общественным еврейским училищем и талмудторой, купца первой гильдии, почётного гражданина Анчела (Аншеля) Исааковича Ройхеля (1850—1910 или 1917)[26]. Их дочь Изабелла родилась 3 февраля 1907 года. А. А. Ройхель вместе с другим зятем Самуила Гуревича А. М. Тумаркиным был совладельцем петербургского издательства «Пантеон» З. И. Гржебина в 1908—1910 годах. В эмиграции семья жила в Париже[27].
- Брат Борис, прервав учёбу в Нью-Йоркском университете, в сентябре 1918 году вернулся в Финляндию и вступил добровольцем в армию генерала Деникина[28]. В 1920 году вместе с братом выехал в Европу.

## Монографии
(Полная библиография Раисы Кальца)
- Raissa Calza. Museo ostiense. Roma: La Libreria dello stato, 1947.
- Raissa Calza. Cronologia ed identificazione dell' «Aggripina» Capitolina. Rome: Tipografia Poliglotta Vaticana, 1955.
- Galleria Borghese. Collezione degli oggetti antichi a cura di Raissa Calza. Roma: Gabinetto Fotografico Nazionale, 1957.
- M. Floriani-Squarciapino, I. Gismondi, G. Barbieri, H. Bloch, R. Calza. Le Necropoli. P. I.: Le tombe di età republicana e augustea. Roma: Istitito Poligrafico dello Stato, 1958.
- Raissa Calza, Ernest Nash. Ostia. Firenze: Sansoni, 1959.
- Raissa Calza, Maria Floriani Squarciapino. Museo ostiense. Roma: Istituto poligrafico dello Stato, Libreria dello Stato, 1962.
- Raissa Calza. I Ritratti. Ritratti greci e romani fino al 160 circo D.C. Scavi di Ostia. Roma: Istituto poligrafico dello Stato, Libreria dello Stato, 1964.
- Raissa Calza. Iconografia romana imperiale. Da Carausio a Giuliano (287—363 D.C.). Roma: L'erma di Bretschneider, 1972.
- Giuseppina Pisani Sartorio, Raissa Calza. La villa di Massenzio sulla via Appia: il palazzo, le opere d'arte. Roma: Istituto di studi romani, 1976.
- Raissa Calza. Antichità di Villa Doria Pamphilj. Roma: De Luca, 1977.
- Raissa Calza. Ritratti romani dal 160 circa alla metà del III seco. D.C. Roma: Istituto poligrafico dello Stato, Libreria dello Stato, 1978.
- Lidia Paroli, Guido Calza, Giovanni Becatti, Maria Floriani Squarciapino, Raissa Calza. La basilica cristiana di Pianabella. Roma: Istituto Poligrafico e Zecca dello Stato, Libreria dello Stato, 1999.